# Carl Krall
Carl Krall (* 10. April 1891 in Wien; † 6. Juli 1975 ebenda) war ein österreichischer Maler, Werbegrafiker und Komponist.

## Leben
Krall war ab 1915 für Modeverlage tätig, z. B. für „Moderne Welt – Illustrierte Revue für Kunst, Literatur und Mode“ und die „Suprěme Abessin“ (abessinische Modezeitung) tätig. Außerdem arbeitete er als Werbegrafiker. In den 1920er Jahren wandte er sich zunehmend der Malerei zu und verschrieb sich der Neuen Sachlichkeit.
1923 wurde er  in den Albrecht-Dürer-Bund aufgenommen, 1926 in den Zentralverband bildender Künstler. 1938 wurde er Mitglied des Vereins „Heimische Künstler Klosterneuburg“. Ein neuer Kontakt, zum Klosterneuburger Künstlerbund, ergab sich dadurch, dass Krall in der Zeit von 1932 bis 1939 fast jeden Sommer in der Villa Hauser in Klosterneuburg, (Martinstraße 115) wohnte. Der Klosterneuburger Künstlerbund bestand seit 1906 und als sein bekanntestes Mitglied ist Egon Schiele zu nennen. 1938 trat Carl Krall dieser Vereinigung bei und wurde später Ausstellungsleiter. Er stellte ab dieser Zeit nicht nur seine Werke dort aus, sondern wurde auch einer der Organisatoren.
Krall konnte dazu beitragen, dass Ausstellungen des Klosterneuburger Künstlerbundes, abgesehen von Präsentationen im Stift Klosterneuburg, z. B. auch in den Jahren 1943 und 1944 in Wien in der Zedlitzhalle stattfanden und war als Ausstellungsleiter bis 1970 äußerst aktiv, etwa als Juror neben dem berühmten Kunsthistoriker Rupert Feuchtmüller, in dieser Vereinigung tätig. Ein Plakat der 20. Kunstausstellung des Vereins heimischer Künstler Klosterneuburgs aus dem Jahre 1946 ist von seiner Hand erhalten.
Von 1945 bis 1956 arbeitete Krall beim Bundesdenkmalamt. Not und Elend der Nachkriegszeit konnte er als Restaurator gut überbrücken. Er arbeitete in Wien u. a. im Schloss Schönbrunn (Deckenfresko von Gregorio Guglielmi von 1761) im Schloss Belvedere und der Nationalbibliothek.
Er wurde am Neustifter Friedhof bestattet. Das Grab ist bereits aufgelassen.

## Werke
- Altarbild – für die Anstaltskirche der Bundeserziehungsanstalt, Wien 3

## Auszeichnungen
- 1921: Plakatpreis für ein Sektplakat
- 1922: Zasche-Karikaturen, Wettbewerb (belobende Anerkennung)
- 1926: Silberne Medaille des Albrecht Dürer Bundes
- 1933: Goldene Albrecht Dürer Medaille
- Goldene Rumpler-Medaille des Klosterneuburger Künstlerbundes
- 1967: Silbernes Ehrenzeichen für Verdienste um die Republik Österreich

## Ausstellungen
- 1933: 66 Werke in der Zedlitzhalle
- 1933: Frühjahrsausstellung der Genossenschaft bildender Künstler Steiermarks im Landesmuseum Graz
- 1934: Wettbewerbsausstellung für den österreichischen Staatspreis im Künstlerhaus.
- 1938: Berlin, Haus der Kunst „Kunst der Ostmark“ mit einem Werk vertreten
- 1947: Wien Künstlerhaus „Erste Österreichische Kunstausstellung 1947“
- 1958: „Klosterneuburger Künstler des 19. und 20. Jahrhunderts“
- 1961: Baden, Landesverband der NÖ Kunstvereine, zum 70. Lebensjahr mit 11 Werken vertreten
- 1962: Stift Klosterneuburg, Ausstellung des neuen Verbandes „Künstlerbund in Klosterneuburg“
- 1964: Wien, Österreichische Staatsdruckerei
- 1965: Kollektive des Klosterneuburger Künstlerbundes mit A. Bodenstein, R. Blum im neuen Amtshaus am Rathausplatz
- 1966: Jubiläumsausstellung „60 Jahre Klosterneuburger Kunst“